# Bled

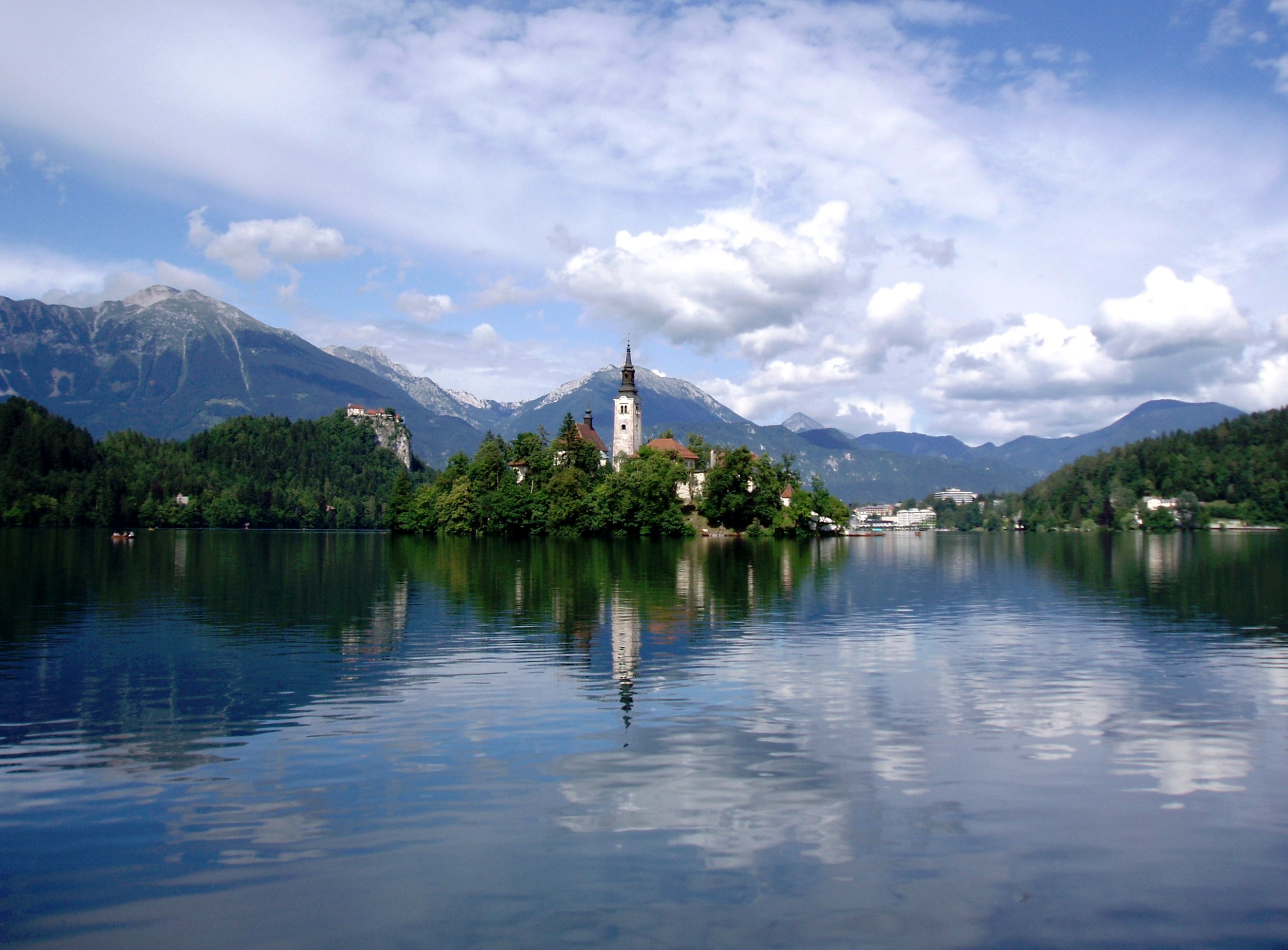
Bled i juli 2005.

Bled är en kommun belägen i nordvästra Slovenien. Området i Juliska alperna, och särskilt Bledsjön, är ett populärt turistmål.
Naturläkaren, "sonnendoktor", Arnold Rikli (1823–1906) från Schweiz bidrog märkbart till utvecklingen av Bled som en kurort under senare delen av 1800-talet. Genom ortens milda och behagliga klimat har Bled därigenom besökts av välbeställda gäster från hela världen. I dag är det ett viktigt "convention centre" och turistort, med golf, fiske, ridning och vandring, särskilt i den närliggande Triglavs nationalpark. Om vintrarna är Bled en vintersportort.

### Fotnoter
1. ↑  Jan Malmborg, Brita Svedlund (4 mars 2017). ”Vintercharter till tre nya skidländer”. Dagens nyheter. http://www.dn.se/nyheter/vintercharter-till-tre-nya-skidlander/. Läst 4 mars 2017.
2. ↑  Brita Svedlund (4 mars 2017). ”Många nyheter bland vinterns skidresor”. Dagens nyheter. http://www.dn.se/arkiv/resor/manga-nyheter-bland-vinterns-skidresor/. Läst 4 mars 2017.